# Corchorus tomentillus
Corchorus tomentillus är en malvaväxtart som beskrevs av Ferdinand von Mueller. Corchorus tomentillus ingår i släktet Corchorus och familjen malvaväxter. Inga underarter finns listade i Catalogue of Life.